# Гіперноми Греції

Гіперноми Греції:
Родопі-Еврос
Драма-Кавала-Ксанті
Афіни-Пірей

Гіперноми Греції, або Гіперном (грец. Υπερνομαρχία) — адміністративно-територіальна одиниця Греції на другому рівні місцевого самоуправління, яка слідує за периферією. Кожним гіперномом управляє гіперномарх (або гіперпрефект), який обирається на місцевих виборах раз на кожні чотири роки, традиційно у жовтні. Найближчі місцеві вибори відбудуться в неділю 7 листопада 2010 року.
Після прийняття 2010 року Програми Каллікратіса поділ на номи був скасований, проте новий адміністративний поділ Греції вступить в силу 2011 року

## Список гіперномархій
| Афіни-Пірей - ном Афіни - ном Пірей | Драма-Кавала-Ксанті - ном Драма - ном Кавала - ном Ксанті | Родопі-Еврос - ном Родопі - ном Еврос |